# Guifões
Guifões is een plaats (freguesia) in de Portugese gemeente Matosinhos en telt 9686 inwoners (2001).